# Вітор Феррейра
Вітор Машаду Феррейра (порт. Vítor Machado Ferreira, нар. 13 лютого 2000), також відомий як Вітінья (порт. Vitinha) — португальський футболіст, півзахисник клубу «Парі Сен-Жермен» та збірної Португалії.

## Клубна кар'єра
Уродженець міста Повуа-ді-Ланьозу. Почав свою футбольну кар'єру в академії місцевого клубу «Повуа-де-Ланьозу». У 2011 році став гравцем футбольної академії «Порту». З командою до 19 років став переможцем Юнацької ліги УЄФА 2018/19, зігравши по ходу турніру у дев'яти іграх, в тому числі і у фіналі проти «Челсі» (3:1)
11 серпня 2019 року дебютував у складі резервної команди «Порту Б» в матчі португальської Сегунди проти «Спортінга» (Ковільян).
14 січня 2020 року дебютував в основному складі «Порту» в чвертьфінальному матчі Кубка Португалії проти «Варзіна», вийшовши на заміну замість Луїсуа Діаса. 28 січня 2020 року дебютував в португальській Прімейрі в матчі проти «Жил Вісенте».
9 вересня 2020 року був відданий в оренду в англійський «Вулвергемптон» до закінчення сезону 2020/21 з можливістю викупу після закінчення терміну оренди. За час оренди молодий півзахисник зіграв у 19 матчах Прем'єр-ліги.

## Кар'єра в збірній
У 2018 році грав за збірні Португалії до 17 і до 18 років. У липні 2019 року у складі збірної Португалії до 19 років взяв участь в юнацькому чемпіонаті Європи, який пройшов в Вірменії. Вітінья був капітаном команди, яка посіла друге місце, програвши у фіналі іспанцям.
У складі молодіжної збірної Португалії поїхав на молодіжний чемпіонат Європи 2021 року в Угорщині та Словенії, де зіграв у всіх 6 іграх на тому турнірі і здобув з командою срібні медалі. Крім того Вітінья був включений до символічної збірної змагання.

## Досягнення
Клубні
- Переможець Ліги чемпіонів УЄФА: 2024–25
- Володар Суперкубка УЄФА (1): 2025
- Чемпіон Франції: 2022–23, 2023–24, 2024–25
- Переможець Юнацької ліги УЄФА : 2018–19[11]
- Чемпіон Португалії: 2019–20, 2021–22
- Володар Кубка Португалії: 2019–20, 2021–22
- Володар Суперкубка Франції: 2022, 2023, 2024
- Володар Кубка Франції: 2024–25

Збірна Португалії
- Переможець Ліги націй УЄФА: 2024-25